# Eclectic, Alabama
Eclectic là một thị trấn thuộc quận Elmore, tiểu bang Alabama, Hoa Kỳ. Dân số năm 2009 là 1160 người, mật độ đạt 107 người/km².